# SaGa 未拓領域2
《SaGa 未拓領域2》（台湾旧译）是1999年4月1日由史克威爾（SQUARE）发布的電子角色扮演遊戲。後於2002年3月20日發售其廉價版《SaGa 未拓領域2 PS one Books》，2006年7月20日發售再廉價版《ULTIMATE HITS SaGa 未拓領域2》，總販售量約72萬套。

## 概要
本作是復活邪神系列的第八作，前作是《SaGa 未拓領域》。
本作承襲了傳說系列固有的自由事件模式，但是主角固定，不像之前幾作能從8人之中選出自己喜愛的角色擔任主角。玩家可以隨著自己喜好挑進行遊戲，隨著時間的流逝與選擇，會影響著某些事件的消失或出現。本作大致可分為兩大劇情：丘斯塔（ギュスターヴ）篇與威爾（ウィル）篇，年代前後差距將近100年的歷史中，體會其中兩大主角各自錯綜複雜的遭遇、宿命與影響。
由於本作獨特的戰鬥系統設計及世界觀，吸引了不少愛好者；其音樂作曲由濱渦正志擔當，在2006年2月1日應廣大愛好者的要求，發售了其遊戲音樂收錄再版。
1999年，遊戲中「丘斯塔的流放」、「病床上的母親」相關的劇情，曾為了「回應提問的讀者」，而登載在角川書店發行的漫畫月刊上。

## 世界觀
靈魂
靈魂是遊戲中任何一件事物被視為「存在」的第一要件，舉凡大自然的花、草、樹木、流水、石頭，以及人，都有靈魂存在著。靈魂的消失就代表著事物的「消滅」，對於人而言，就是「死亡」。
而靈魂最大的能力就是能與其他的靈魂產生「術」，所以有著自主能力的人類，能夠藉著自己靈魂與特定事物產生的共鳴現象來達成心中想要作的事情。例如真實世界中可能需要鑽木取火才能烹飪食物，但在遊戲裡，那個充滿靈魂的世界中，只要藉由自己的靈魂與「火」產生共鳴就能烹飪食物了。
雖然如此，但並不是每個有靈魂的人都能具有與其他靈魂產生「術」的能力。在世界中，有些過於依賴術的地方甚至會以一個人的共鳴能力，去決定這個人的存在價值。
金屬
在本作的世界中，金屬製品由於會阻斷靈魂的力量，主要被作為希望死者安息的陪葬品，是不為凡事幾乎都要仰賴術力的人們所重視的。但是金屬製品卻因為其堅固度的關係，所製成的防具與武器的性能都相當高。第一個重視到這一點並且加以利用的人就是本作主角之一的丘斯塔13世。
術媒
由於靈魂與其他靈魂產生「術」需要一個「媒介」，所以便宜而且容易製作的術媒（ツール）被作為日常生活所需已是相當常見的物品了，大至王公貴族、小至升斗小民都會佩帶及使用著與其地位相稱的術媒。
庫威
主要存在於各個大陸上神秘的古代遺跡中，與術媒最大的不同在於其中寄宿著無限生命的靈魂，也因此擁有不同於術媒一個特點－無窮無盡的術力。由於術媒是由人工去仿製庫威的，再怎樣強力的術媒終有其因寄宿的殘存術力耗盡而損壞的一天，而庫威代表術力的靈魂是存在於寄宿之物中而不滅的，也因此庫威被視為是施術者無限術力的來源。但是庫威內含的生命靈魂有可能會嘗試支配與操縱使用者的精神跟認知，是集危險與力量於一身的物品。
術不能者
這是完全不能與靈魂產生「術」的人被稱呼的名稱。在凡事講究術的東大陸，這些人甚至被視為一無是處。本作主角之一的丘斯塔13世就是個術不能者。

### 遊戲歷史年表
| 年          | 丘斯塔編                                             | 威爾編                                                                                           |
| 1220年      | 丘斯塔的誕生                                         |                                                                                                  |
| 1227年      | 丘斯塔的流放                                         |                                                                                                  |
| 1227年      | 遠離故鄉                                             |                                                                                                  |
| 1232年      | 丘斯塔12歲                                           |                                                                                                  |
| 1233~1235年 | 丘斯塔與鍛冶屋                                       |                                                                                                  |
| 1235年      | 丘斯塔15歲                                           | 威爾的出發                                                                                       |
| 1236年      | 再會                                                 | 大沙漠的古代遺跡                                                                                 |
| 1238年      |                                                      | 潛入！阿雷克塞伊一伙                                                                             |
| 1239年      | 病床上的母親                                         | 對決！阿雷克塞伊                                                                                 |
| 1240年      | 奪取威特                                             |                                                                                                  |
| 1242年      | 丘斯塔與海賊                                         |                                                                                                  |
| 1244年      |                                                      | 在礦山……（怪物襲擊篇）                                                                           |
| 1245年      | 父親的驟逝                                           |                                                                                                  |
| 1246年      |                                                      | 越過古蘭·瓦雷                                                                                    |
| 1247年      | 上陸                                                 | 探索者・威爾                                                                                     |
| 1248年      | 巴肯特比爾之戰 兄弟再會                              |                                                                                                  |
| 1249年      | 建設哈恩·諾瓦                                        |                                                                                                  |
| 1250年      | ～1255年 火之烙印儀式上的悲劇                        |                                                                                                  |
| 1251年      |                                                      | 在礦山……（礦山崩塌篇）                                                                           |
| 1256年      |                                                      | 靈魂教的傳聞                                                                                     |
| 1257年      |                                                      | 威爾對艾格                                                                                       |
| 1260年      | 暗殺者約翰                                           |                                                                                                  |
| 1264年      | 將軍的回憶(1228年)                                   |                                                                                                  |
| 1269年      | 在南邊的城寨…… 丘斯塔的繼承者 ～1271年 哈恩·諾瓦大火 |                                                                                                  |
| 1275年      |                                                      | 進入樹海                                                                                         |
| 1276年      |                                                      | 進入怪物的巢穴                                                                                   |
| 1277年      |                                                      | 前往生命樹之島                                                                                   |
| 1280年      |                                                      | 進入化石洞窟                                                                                     |
| 1285年      |                                                      | 天空的那道彩虹                                                                                   |
| 1288年      | 康塔爾之死                                           |                                                                                                  |
| 1289年      | ～1292年 凱爾文最後的戰役                            |                                                                                                  |
| 1290年      |                                                      | 艾格，再現…… 米絲蒂的企圖                                                                        |
| 1291年      |                                                      | 與艾格的死戰                                                                                     |
| 1300年      | 假丘斯塔的誕生                                       |                                                                                                  |
| 1301年      | 精英隊伍                                             |                                                                                                  |
| 1305年      | 和平會議 哈恩·諾瓦之戰 南方山頂之戰                  | 吉妮的出發 巨蟲的古代遺跡 追擊艾格…… 進入丘斯塔的陣營 南方山頂之戰 進入北大陸內地 最後的古代遺跡 |
| ----------- | ---------------------------------------------------- | ------------------------------------------------------------------------------------------------ |

### 地理
本作共分為三塊大陸：東大陸、西大陸、北大陸。

### 東大陸
三塊大陸中面積最大的一塊大陸，其地理以及人文都相當複雜。是兩位主角出生的大陸。
- 梅爾修曼地方 － 位於東大陸西北方，是東大陸平原較多、比較適宜人居的地方。有許多小國林立著。由於與維斯蘭特距離較近的因素，術的發展相當繁榮，而且由於國家眾多，在遊戲內的一百餘年來，互相干戈動武、同盟結親的鉤心鬥角早已是司空見慣的事情。
- 羅德雷斯蘭特（遊戲內分為東·西部） － 位於梅爾修曼地方的南方，原先是遊戲時間四百餘年前東大陸上一個領土統一的王國－哈恩王國的心臟地帶。但是在王國因為內亂滅亡後，因為盜賊、流亡之身的罪犯橫行的因素，長久以來被視為是極度混亂，並且無主可治的地帶。
- 古蘭·泰由 － 東大陸的中心地帶，被樹海與怪物覆蓋的未開發地方。由於丘斯塔在統一東大陸北方之後建立的新都－哈恩·諾瓦距離此地相當近的因素，有許多發掘者也深入此地探尋庫威。
- 維斯蘭特 － 東大陸的南方，被冰雪覆蓋的地方，在大陸內地有著古代遺跡的存在。北方靠近古蘭·泰由的地方由勞普波爾茲公國統治著。由於被古蘭·泰由先天地理性與不寧靜的北方東大陸隔絕的關係，局勢相當平穩。這裡也是文獻記載中庫威最先被發現的地方，也因此讓世界有了重大的轉變。

### 西大陸
三塊大陸中面積次大的大陸。
- 大沙漠 － 位於西大陸西方，超過西大陸一半以上的大沙漠，在大陸內地有著古代遺跡的存在。中心有著繁榮的綠洲城市－弗格蘭，但是四週的環境相當險惡，有如迷宮般的岩場跟峽谷，以及怪物的出沒，使得城市與外界的往來被視為是公認的險路。
- 那國與其週遭小國 － 位於西大陸東方，以最大國－那國為中心的地域。雖然小國林立，但是由於與維斯蘭特在地理上的先天阻隔，術的發展較為平凡。更由於多數國家都從屬於那國的因素，也使得西大陸的整體政局比東大陸穩定許多。

### 北大陸
三塊大陸面積最小、開發最晚的大陸。
- 北大陸 － 位於北大陸南方，以近海的北門港為最大城市的地域，有人居住的村落成星狀分布。由於開墾才剛起步，在中心以外的地點仍被視為是蠻荒地帶，有著許多古代遺跡的存在，而且有著跟其他大陸不同，相當凶惡的怪物盤據著。
- 北大陸內地 － 位於北大陸北方的神秘之處，有著被視為最大的古代遺跡存在著。其來由與真實面貌都是個謎。

### 主要城市
- 提爾姆 － 梅爾修曼地方的中心城市，菲尼王國的首都，同時也是主角之一的丘斯塔誕生的地方。提爾姆的城市規劃有點類似日本城堡的城下町，城外有莫特河作為天然屏障。提爾姆與「術」相關的文明發展相當高，也因此一個人術能力的有無，代表了他在這個城市所受到的對待。提爾姆的城市雛形，基本上代表了整個梅爾修曼地方許多主要城市的規劃。
- 威斯迪亞 － 羅德雷斯蘭特西部的一個河口城市，由於位在往返東、西大陸航海交通的樞紐，聚集了許多過往的旅人，其商業也有一定程度的繁榮。此地也不乏如挖掘者、冒險者這一類需要尋求人才的人前往該處募集人才，是遊戲中最常出現的城市。
- 哈恩·諾瓦 －羅德雷斯蘭特東部的中心城市，是丘斯塔一手建立的城市。哈恩·諾瓦的誕生與繁榮都很類似安土城，除了易守難攻的山寨型城堡作為領主的居住地以外，由環繞市中心圓環的三條大路沿路發展的城下町，其鍛冶業與商業都非常繁榮。都市居民以一手建設城市的丘斯塔為榮，其向心力與團結力都非比尋常；丘斯塔殁後，一直非常渴望再有一個如同他一般的領導者。
- 夜之町 － 古蘭·泰由的一個城鎮，有如貧民窟的外貌總給人不大愉快的感覺，是此地區蠻荒現象的代表之一。
- 勞普波爾茲 － 維斯蘭特北方的一個城市（同時也是國家的名稱），氣候四季如秋，非常怡人。由於環境長期平和穩定的緣故，城市在文化方面的發展相當高，聚集了不少想遠離喧囂的藝術家。
- 維斯蘭特 － 維斯蘭特南方的一個城市，也是東大陸南方維斯蘭特這塊區域的命名來由。維斯蘭特整年籠罩在冰雪之下，此地人民藉由先人所挖掘的庫威，將其製成暖爐而得以生存。維斯蘭特不但以庫威的第一發現地而聞名，在其萬年冰河深處，由冰所構成的神秘古代遺跡也相當有名。
- 庫利凱爾 － 南大陸的中心城市，同時也是那國的首都。庫利凱爾氣候乾燥，遠離海洋，但藉著植樹與利用鄰近伊索尼爾河的河水，讓此地的居民得以安居樂業。由於那國支配的小國眾多，加上此地長治久安已久，人民向心力雖高，但似乎都有一些慵懶的感覺。
- 弗格蘭 － 南大陸大沙漠中的綠洲城市，同時在歷史上也是第一個製作出術媒的城市。由於是綠洲城市的緣故，此地的水非常珍貴；而且更因為可以依靠水源作出一等一的美酒，所以鄰近的丹塞特湖被嚴加看管，禁止外來人士第一手使用。
- 亞堤 － 南大陸東部的一個城市（同時也是國家的名稱），很靠近威特，氣候宜人，盛產葡萄與葡萄酒，民風淳樸，是凱爾文誕生與成長的地方。
- 威特 － 南大陸東部的一個城市（同時也是國家的名稱），很靠近亞堤，雖然名義上臣屬於那國，但藉著港口貿易擁有一定程度軍力與錢糧儲備的它，實質上是半獨立的國家。
- 北門港 － 北大陸一個近海的港口城市，是船隻到北大陸航線上的樞紐。除了拓荒者外，也聚集了不少抱著尋寶與冒險之夢的人來到此處募集同伴。

## 戰鬥系統

### 單挑與團戰的抉擇
- 本作能在符合特定條件的時機讓玩家自由選擇與怪物單挑或團戰。
- 單挑即是玩家從隊伍中選出一人與敵方一個怪物單獨作戰，透過合成各種不一樣的組合動作的技、與各式各樣的合成術來贏得勝利。
- 而團戰則可以透過各式各樣隨機被發動的強力連攜技給予敵人相當可觀的傷害，以及各種不同的隊伍職責分類，讓成員在特定的領域有很大的發揮。

### 技與術
本作的戰鬥內容可分為技與術兩大類。
技不需要任何條件，只要裝備相對應的武器及技能即可發動。例如裝備劍能發動對不死系殺傷力強的「十字斬」，槍則能發動帶有解除攻擊指令效果的「草劈刺」。技的特點是對單體敵人殺傷力較強，加上發動速度較快，所以比較容易形成連攜技。
跟技比較，術需要借助指定的靈魂力量才能發動。遊戲中一共分為「樹」、「石」、「炎」、「水」、「音」、「獸」六種靈魂力量。玩家必須裝備寄宿著靈魂力量的術媒與庫威才能使用特定的術。例如裝備寄宿著樹之靈魂的術媒「十字樹枝」與寄宿著水之靈魂的庫威「冰之槍」，就能使用回復我方人員HP的「生命之水」。術的特點在於能夠暫時性的強化我方特定的能力，以及弱化敵方特定的能力，有著多采多姿的奇特效果。而且大部分的術攻擊都能對複數敵人發動攻擊。

## 登場人物

### 主角
- 古斯塔沃13世（ギュスターヴ13世）

本作的主角之一，古斯塔沃12世的嫡男。因為完全沒有術法能力而被當廢物看待冷落流放，流放後的冒險生活讓他心智與劍術快速成長，後來成為萬古流芳的傳奇名君「鋼之13世」。最後在遠征南之砦時與部下約翰一同戰死，享年49歲。
- 威爾·奈茲（ウィル・ナイツ）

本作的主角之一，身為著名的挖掘者家族－奈茲家族的傳人，是個優秀的術士，甚至能洞察每個人的術力高低。
- 理查·奈茲（リチャード・ナイツ）

本作的主角之一，威爾的兒子，是個性格隨性的人。雖然術力更在其父親之上，但是卻討厭別人拿自己與父親對比。
- 薇吉妮亞·奈茲（ヴァージニア・ナイツ）

小名「吉妮（ジニー）」，本作的主角之一，理查的女兒，威爾的孫女。穿著性感的無肩馬甲、很有朝氣的漂亮女孩，跟其父一樣也是個相當優秀的術士。

### 同伴
- 凱文（ケルヴィン）

西大陸亞堤伯爵的兒子，雖是貴族出身但平易近人毫無架子，在其溫文儒雅的個性而深獲人民愛戴。古斯塔沃13世最重要的摯友。
- 泰拉（タイラー）

威爾的同伴之一，擅長使用斧頭。雖然外表粗野，但卻是個值得信賴的人。
- 可迪莉雅（コーデリア）

威爾的同伴之一，用槍高手。對威爾有好感，依照路線選擇而有完全相反的命運，一條路線是成為威爾的妻子，另一條路線則是死亡。
- 納瑟斯（ナルセス）

威爾的同伴之一，是個優秀的術士。說話有點令人厭惡（特別是對女性），但卻是個心地正直的人。
- 尼貝斯坦（ネーベルスタン）

威特伯爵的將軍，是個遠近馳名的軍事家，槍術高手，在舊識希爾瑪的說服下為古斯塔沃13世效命。古斯塔沃13世戰死前6年病逝。
- 希爾瑪（シルマール）

古斯塔沃13世的啟蒙老師，是一位相當有名的術士。在古斯塔沃13世被其父親流放後將其母子二人引介到西大陸居住。與尼貝斯坦以及納瑟斯兩人是舊識。
- 約翰（ヨハン）

暗殺集團「毒蠍」的成員，精通劍術與暗殺術的刺客，對組織存疑而脫逃後遇上古斯塔沃13世並為其效命。數十年後與古斯塔沃13世一同在南之砦戰死。
- 菈貝兒（ラベール ）

威爾的同伴之一，弓術高手。是個心直口快的女生。最後成為了威爾的妻子。（可迪莉雅死亡的話）
- 雷蒙（レイモン）

威爾與理查的同伴之一，憧憬威爾而投入挖掘者的工作，是個弓術高手。
- 派崔克（パトリック）

威爾與理查的同伴之一，個性穩重，擅長斧技及杖技。
- 艾蕾諾雅（エレノア ）

理查的同伴之一，有著大姐頭個性的博學者，同時也是一名術士。
- 尤莉雅（ユリア）

理查傾心的對象之一，理查幫其完成了願望。但最後她並沒有回應理查的要求。
- 蒂亞娜（ディアナ）

理查在北大陸遇見的女生，對其一見傾心。兩人生下了吉妮。
- 普露米愛兒（プルミエール）

吉妮的同伴之一，個性酷酷的女孩子。其真實身份為康塔爾侯爵排名第23的么女，自幼由親姊扶養長大，不愛拘束的貴族生活而離家四處流浪冒險。
- 羅伯特（ロベルト）

吉妮的同伴之一，把吉妮當作妹妹一樣看待。是一位擅使弓的優秀術士。跟古斯塔夫是好朋友。
- 古斯塔夫（グスタフ）

吉妮的同伴之一，沉默寡言的劍術高手。其真實身份為凱文的孫子，最後繼承鋼之13世死後空懸的王位、成為古斯塔沃15世。
- 米蒂雅（ミーティア）

吉妮的同伴之一，遵從師傅維特布的話，以修行為名加入了吉妮一行人的行列。
- 薩爾哥（サルゴン）

假古斯塔沃「精英隊伍」的第一號將領，擅長劍術。與艾蕾諾雅以及理查是舊識。

### 其他
- 古斯塔沃12世（ギュスターヴ12世）

古斯塔沃13世、古斯塔沃14世、菲力浦、瑪麗的父親，菲尼王國的國王。是個擁有精明戰略頭腦與靈巧政治手腕的優秀領導者。有著統一東大陸的野心與企圖。
- 蘇菲（ソフィー）

古斯塔沃12世的妻子。為了照顧被流放的古斯塔沃13世與其一起離開王宮，但39歲便過逝。
- 古斯塔沃14世（ギュスターヴ14世）

古斯塔沃12世的三男，與古斯塔沃13世、菲力浦、瑪麗等人是異母兄弟，繼承12世的王位成為菲尼王國的國王。最後在巴肯特比爾之戰中敗給了回來爭奪王位的古斯塔沃13世，遭到處刑。
- 菲力浦（フィリップ）

古斯塔沃13世的弟弟。心中憎恨著與母親一起離開的哥哥，但後來在母親靈魂的勸告下與其和解。最後由於聖火儀式上的事故，化為怪物……
- 瑪麗（マリー）

古斯塔沃12世的長女，古斯塔沃13世與菲力浦的妹妹。被父親以聯姻的名義嫁給位於歐特侯國的康塔爾侯爵。後來改嫁給對其一見鍾情的凱文，兩人生下了菲力浦3世。
- 弗林（フリン）

古斯塔沃13世的摯友與最信賴的夥伴，跟古斯塔沃13世一樣是個沒有魔力的人。值到最後一刻仍信守了他與古斯塔沃13世的友情。
- 蕾絲莉（レスリー）

古斯塔沃13世的紅粉知己，在父親死後跟隨著古斯塔沃13世。古斯塔沃13世戰死後回到故鄉平靜的渡過餘生。
- 康塔爾（カンタール）

繼承著被古斯塔沃12世所殺的父親爵位成為了歐特國侯爵，對於與其聯姻的瑪麗相當反感。其個性冷靜而且陰險，在古斯塔沃13世死後運用謀略成為一方霸主。但由於子嗣眾多，去世後子孫互相爭權奪利，國家也隨之瓦解。